# Quan hệ Nhật Bản – Việt Nam
Quan hệ Nhật Bản–Việt Nam tắt là quan hệ Việt-Nhật (tiếng Nhật:日越関係) bắt đầu từ cuối thế kỷ 16 khi các nhà buôn Nhật Bản đến Việt Nam buôn bán. Việt Nam chính thức lập quan hệ ngoại giao với Nhật Bản vào ngày 21 tháng 9 năm 1973. Năm 1992, Nhật Bản quyết định mở lại viện trợ cho Việt Nam. Quan hệ giữa Việt Nam-Nhật Bản phát triển nhanh chóng trên nhiều lĩnh vực và đã bước sang giai đoạn mới về chất và đi vào chiều sâu. Các mối quan hệ kinh tế chính trị, giao lưu văn hóa không ngừng được mở rộng; đã hình thành khuôn khổ quan hệ ở tầm vĩ mô; sự hiểu biết giữa hai nước không ngừng được tăng lên.

## Lịch sử
Thế kỷ thứ 8, thời nhà Đường còn đô hộ Việt Nam, một viên quan nhà Đường gốc Nhật Bản là Abe no Nakamaro đã được cử sang làm Tiết độ sứ An Nam đô hộ phủ.
Đến thế kỷ 16, các thương nhân Nhật Bản thường xuyên qua lại khu vực biển ở Đông Nam Á để buôn bán, trong đó có lãnh thổ Đại Việt nhà Lê. Các thuyền chu ấn của Nhật Bản lúc này đã sang lãnh thổ Việt Nam.

Tranh vẽ một chiếc Chu Ấn Thuyền (朱印船 Shuinsen) đi từ Trường Kỳ (Nagasaki) tới An Nam.

Sang thế kỷ 17, các chúa Nguyễn ở Đàng Trong đẩy mạnh giao thương, chúa Nguyễn Hoàng cho phép thương gia Nhật Bản buôn bán và cư trú ở Hội An. Mạc phủ Tokugawa Ieyasu còn trao đổi công văn thương mại với chúa Nguyễn. Chúa Nguyễn Phúc Nguyên còn gả cả công nữ Ngọc Hoa (có nguồn ghi là Ngọc Khoa) cho thương nhân nổi tiếng Araki Shutaro (Hoang Mộc Tông Thái Lang). Tuy nhiên, từ năm 1635 với sự ra đời của Luật bế quan tỏa cảng (Tỏa Quốc), Nhật Bản chỉ cho phép buôn bán với Trung Quốc, Triều Tiên và Hà Lan nên sự giao thương với Việt Nam bị gián đoạn.
Đến giữa thế kỷ 20, năm 1940, đế quốc Nhật mới thiết lập căn cứ chống lại phe Đồng Minh ở Đông Nam Á và xâm lược Việt Nam đến tận năm 1945.
Từ tháng 9 năm 1973, Nhật Bản và Việt Nam thiết lập quan hệ ngoại giao chính thức.

## Về chính trị
Hàng năm đều có các cuộc gặp cấp cao. 

###### Về phía Nhật Bản:
Thiên hoàng Nhật Bản thăm Việt Nam 1 lần (Akihito - 2017).
Thủ tướng Nhật Bản thăm Việt Nam 6 lần (Murayama Tomiichi - 1994, Hashimoto Ryūtarō - 1997, Obuchi Keizō - 1998, Koizumi Junichirō - 2002, Abe Shinzō - 2006, 2012, Suga Yoshihide - 2020 và Kishida Fumio - 2022.).
Bộ trưởng Ngoại giao Nhật Bản thăm chính thức 11 lần (Kōno Yōhei - 1996, 2000, Kawaguchi Yoriko - 2004, Kōmura Masahiko - 2008, Nakasone Hirofumi - 2009, Okada Katsuya - 2010, Maehara Seiji - 2010, Genba Kōichirō - 2012, Kishida Fumio - 2016, Kōno Tarō - 2018 và Motegi Toshimitsu - 2020)

###### Về phía Việt Nam:
Thủ tướng Việt Nam thăm Nhật Bản 6 lần (1993, 1999, 2001, 2003 - 2 lần, tháng 6 năm 2004 và tháng 11 năm 2021). 
Chủ tịch nước Việt Nam cũng đã 5 lần thăm Nhật Bản (2007, 2011, 2014, 2018, 2023). 
Tổng Bí thư thăm 3 lần (1995, 2002 và 2015),
Chủ tịch Quốc hội và Bộ trưởng Bộ Ngoại giao Việt Nam cũng đã thăm Nhật Bản. 
Năm 2002, Lãnh đạo cấp cao hai nước thống nhất xây dựng quan hệ Việt Nam-Nhật Bản theo phương châm "đối tác tin cậy, ổn định, lâu dài". Trong chuyến thăm Việt Nam 7/2004 của Ngoại trưởng Nhật Bản, hai bên đã ký Tuyên bố chung "Vươn tới tầm cao mới của đối tác bền vững".
Hai bên đã tạo dựng được cơ chế đối thoại ở nhiều cấp. Ngoài đối thoại chính trị định kỳ ở cấp Thứ trưởng Ngoại giao (từ năm 1993), hai bên cũng đã xây dựng được cơ chế đối thoại kinh tế, an ninh và quốc phòng. Hai bên đã trao đổi tùy viên quân sự, mở Tổng lãnh sự quán ở Thành phố Hồ Chí Minh ở Việt Nam và Osaka ở Nhật Bản
Nhật Bản ủng hộ đường lối đổi mới, mở cửa của Việt Nam; hỗ trợ Việt Nam hội nhập vào khu vực và thế giới (vào APEC, WTO, ASEM, ARF, vận động OECD giúp Việt Nam về kỹ thuật...); coi trọng quan hệ với Việt Nam, lấy lợi ích và mục tiêu lâu dài làm trọng. Việt Nam ủng hộ Nhật làm thành viên thường trực Hội đồng Bảo an Liên Hợp Quốc mở rộng, và vận động Nhật ủng hộ Việt Nam ứng cử làm thành viên không thường trực Hội đồng Bảo an Liên Hợp Quốc nhiệm kỳ 2008-2009.

## Quan hệ kinh tế
Nhật Bản là đối tác kinh tế quan trọng hàng đầu của Việt Nam.

### Về mậu dịch
Hai nước đã dành cho nhau thuế suất tối huệ quốc từ 1999. Nhật Bản là bạn hàng số một của Việt Nam. Kim ngạch 2 chiều năm 2003 đạt 5,9 tỷ USD, nhanh chóng tăng lên đến 8,5 tỷ USD vào năm 2005, 10 tỷ USD năm 2006, 12 tỷ USD năm 2007, và 17 tỷ USD năm 2008. Tuy nhiên trong năm 2009, vì khủng hoảng kinh tế toàn cầu, tổng thương mại giảm xuống 12,2 tỷ trong năm 2009, nhưng nhanh chóng phục hồi lại đến 16 tỷ USD trong năm 2010.

### Đầu tư trực tiếp
Đến tháng 11/2003 có 354 dự án với số vốn đăng ký 4,47 tỷ USD. Trong số 62 quốc gia và vùng lãnh thổ có dự án đầu tư tại Việt Nam, Nhật đứng thứ 3 sau Singapore và Đài Loan về số vốn đăng ký nhưng đứng đầu về kim ngạch đầu tư đã đi vào thực hiện (3,7 tỷ USD). 11 tháng đầu năm 2003, Nhật đứng thứ 5 trong số các nước và vùng lãnh thổ đầu tư vào Việt Nam với số vốn 78 triệu USD, giảm 35% so với cùng kỳ năm 2002. Hai nước đã ký kết Hiệp định khuyến khích và bảo hộ đầu tư tháng 11/2003. Tháng 12/2003 hai bên đã thoả thuận Sáng kiến chung nhằm cải thiện môi trường đầu tư tại Việt Nam.

### VềODA

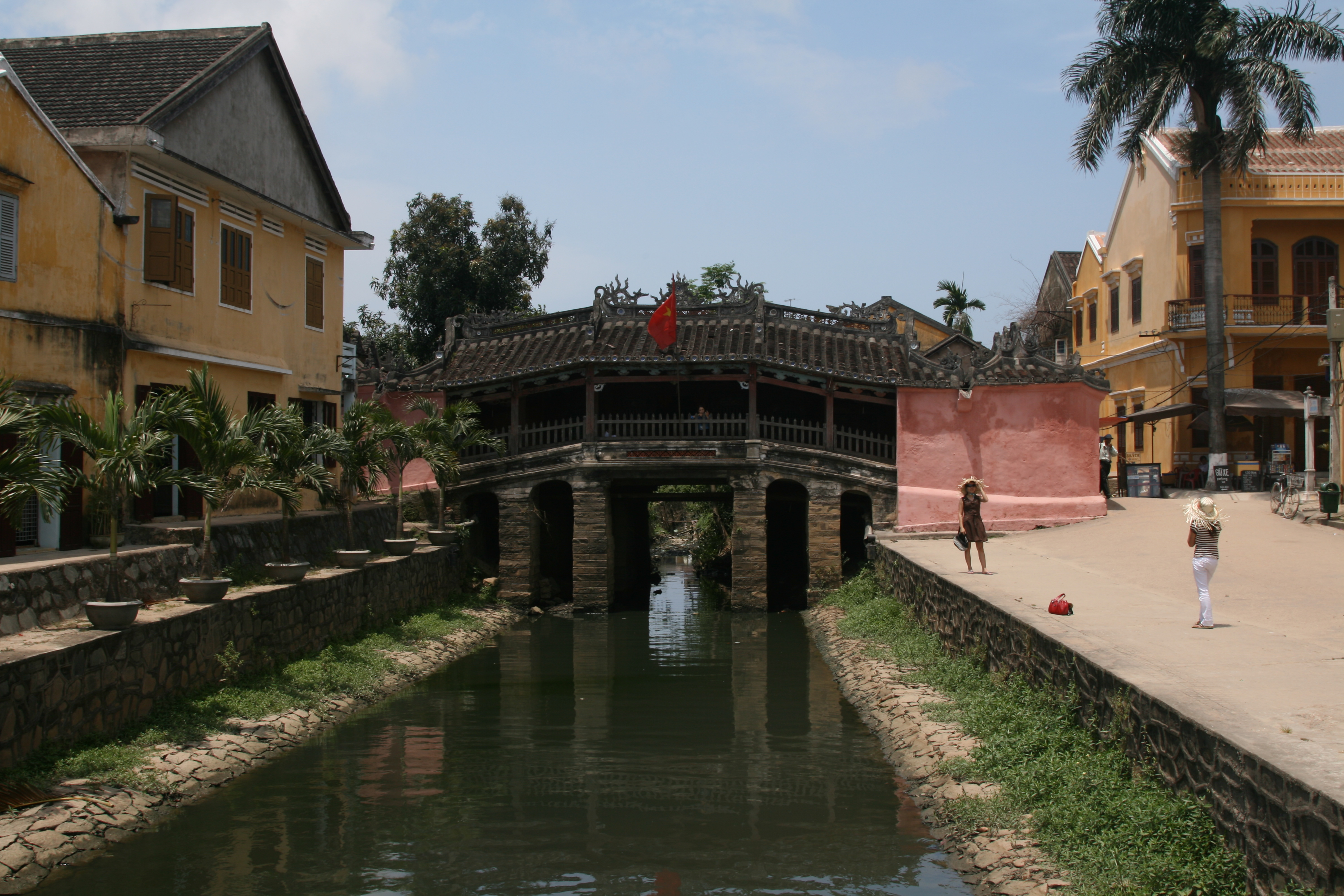
Chùa Cầu ở Hội An, một công trình do thương nhân Nhật Bản xây dựng.

Nhật Bản là nước tài trợ ODA lớn nhất cho Việt Nam, từ 1992-2003 đạt khoảng 8,7 tỷ USD, chiếm khoảng 30% tổng khối lượng ODA của cộng đồng quốc tế cam kết dành cho Việt Nam, trong đó viện trợ không hoàn lại khoảng 1,2 tỷ USD. Từ năm 2001, Nhật Bản cắt giảm 10% ngân sách ODA nhưng vẫn giữ và tăng kim ngạch ODA cho Việt Nam. Năm 2003, mặc dù cắt giảm 5,8% ODA cho các nước nói chung, nhưng ODA cho Việt Nam vẫn là 91,7 tỷ yên, giảm khoảng 1.2% so với năm 2002.
Hai bên đã thoả thuận chương trình viện trợ lâu dài của Nhật Bản cho Việt Nam nhằm vào 5 lĩnh vực chính là: phát triển nguồn nhân lực và xây dựng thể chế; xây dựng và cải tạo các công trình giao thông và điện lực; phát triển nông nghiệp và xây dựng cơ sở hạ tầng nông thôn; phát triển giáo dục đào tạo và y tế; bảo vệ môi trường. Ngày 2/6/2004, Nhật Bản đã công bố chính sách viện trợ ODA mới cho Việt Nam với 3 mục tiêu chính: Thúc đẩy tăng trưởng, cải thiện đời sống - xã hội, hoàn thiện cơ cấu. Tháng 12 năm 2013, Thủ tướng Shinzo Abe công bố khoản ODA trị giá khoảng 100 tỷ yên (tương đương 1 tỷ USD) cho 5 dự án thuộc đợt 2 tài khóa 2013.

### Về hợp tác lao động
Từ năm 1992 đến nay, Việt Nam đã cử 16 ngàn tu nghiệp sinh Việt Nam sang Nhật. Nhật là một thị trường tiềm năng cho lao động Việt Nam trong 5-10 năm tới. Tuy nhiên mấy năm gần đây nổi lên vấn đề lao động Việt Nam bỏ trốn tại Nhật (tỷ lệ bỏ trốn năm 2002 là 24,7%, cao nhất trong các nước cử lao động sang Nhật) gây khó khăn cho việc hợp tác lao động.

### Về văn hóa giáo dục
Hai nước đang triển khai các chương trình đào tạo con người, chương trình thanh niên ASEAN (100 người/năm) và trao đổi các đoàn văn hóa, những người người tình nguyện, chuyên gia. Hàng năm Chính phủ Nhật viện trợ cho Việt Nam từ 1 đến 2 dự án viện trợ văn hoá không hoàn lại như thiết bị học ngoại ngữ, thiết bị bảo quản tư liệu Viện Hán-Nôm, Bảo tàng Lịch sử, xưởng phim hoạt hình. Về giáo dục, Chính phủ Nhật Bản nhận khoảng trên 100 học sinh sinh viên Việt Nam sang Nhật Bản đào tạo hàng năm. Ngoài ra còn có nhiều học sinh du học tự túc. Tổng số lưu học sinh Việt Nam ở Nhật hiện nay khoảng hơn 1000 người. Trong 5 năm (1994-1999), Chính phủ Nhật đã viện trợ 9,5 tỉ yên để xây dựng 195 trường tiểu học ở các tỉnh miền núi và vùng ven biển hay bị thiên tai.

Cầu Nhật Tân ở Hà Nội được tài trợ bởi Cơ quan Hợp tác Quốc tế Nhật Bản

### Về du lịch
Nhật Bản cũng là một thị trường được chú trọng để phát triển du lịch Việt Nam. Năm 2002 đã có 280 ngàn khách Nhật Bản thăm Việt Nam. Do ảnh hưởng của SARS, du lịch Nhật Bản vào Việt Nam trong năm 2003 giảm sút. Từ tháng 1/2004, Việt Nam đã chính thức đơn phương miễn thị thực cho người Nhật Bản đi du lịch và kinh doanh vào Việt Nam trong vòng 15 ngày và gần đây nhất từ 1/7/2004, Việt Nam đã quyết định miễn thị thực nhập cảnh ngắn hạn cho công dân Nhật. Đây là thuận lợi lớn để thúc đẩy du lịch Nhật Bản vào Việt Nam. Từ ngày 1/5/2005, Việt Nam và Nhật Bản song phương miễn thị thực hộ chiếu ngoại giao, hộ chiếu công vụ. Trong năm 2011, du khách Nhật Bản đến thăm Việt Nam đã tăng lên đến 428.000 lượt, tăng 8,9% so với năm 2010.

## Các đại sứ ngoại giao giữa hai nước

### Đại sứ Nhật Bản tại Quốc gia Việt Nam & Việt Nam Cộng hòa
1. Konagaya Yutaka (1955–1957)
2. Ogawa Seishiro (1957–1958, Đại biện)
3. Kubota Kanichiro (1958–1961)
4. Takano Tokichi (1961–1963)
5. Takahashi Satoru (1963–1966)
6. Nakayama Yoshihiro (1966–1967)
7. Aoki Morio (1967–1968)
8. Kitahara Hideo (1968–1970)
9. Togo Fumihiko (1970–1972)
10. Nara Yasuhiko (1972–1975)
11. Hitomi Hiroshi (1975)

### Đại sứ Nhật Bản tại Cộng hòa miền Nam Việt Nam
1. Hitomi Hiroshi (1975)
2. Watanabe Koji (1975–1976, Đại biện)
3. Uchida Tomio (1976, Đại biện)

### Đại sứ Nhật Bản tại Việt Nam Dân Chủ Cộng Hòa & CHXHCN Việt Nam
1. Imagawa Yukio (1973–1976, Đại biện)
2. Hasegawa Takaaki (1976–1979)
3. Noda Eijiro (1979–1981)
4. Yatabe Atsuhiko (1981–1984)
5. Tsutsumi Koichi (1984–1986)
6. Matano Kagechiaka (1986–1988)
7. Asomura Kuniaki (1988–1991)
8. Yushita Hiroyuki (1991–1994)
9. Ogura Kazuo (1994–1995)
10. Suzuki Katsunari (1995–1999)
11. Nakamura Takeshi (1999–2001)
12. Yamazaki Ryuichiro (2001–2002)
13. Hattori Norio (2002–2008)
14. Sakaba Mitsuo (2008–2010)
15. Tanizaki Yasuaki (2010–2013)
16. Fukada Hiroshi (2013–2016)
17. Umeda Kunio (2016–2020)
18. Yamada Takio (2020–2024)
19. Ito Naoki (2024–nay)

### Đại sứ Quốc gia Việt Nam & Việt Nam Cộng hòa tại Nhật Bản
1. Đinh Văn Kiều (1955, Đại biện)
2. Nguyễn Ngọc Thơ (1955–1956)
3. Bùi Văn Thinh (1956–1962)
4. Nguyễn Huy Nghĩa (1963)
5. Nguyễn Văn Lộc (1963–1965, Đại biện)
6. Nguyễn Duy Quang (1965–1967)
7. Vĩnh Thọ (1967–1970)
8. Đoàn Bá Cang (1970–1972, Đại biện)
9. Đỗ Vạng Lý (1972–1974)
10. Nguyễn Triệu Đan (1974–1975)

### Đại sứ Việt Nam Dân Chủ Cộng Hòa & CHXHCN Việt Nam tại Nhật Bản
1. Trần Đức Tuệ (1976, Đại biện)
2. Nguyễn Giáp (1976-1980)
3. Nguyễn Tiến (1981-1984)
4. Đào Huy Ngọc (1984-1987)
5. Lương Mạnh Tuấn (1987–1988, Đại biện)
6. Võ Văn Sung (1988-1992)
7. Nguyễn Tâm Chiến (1992-1995)
8. Nguyễn Quốc Dũng (1995-1999)
9. Vũ Dũng (1999-2003)
10. Lưu Văn Kế (2003, Đại biện)
11. Chu Tuấn Cáp (2003-2007)
12. Nguyễn Minh Hà (2007–2008, Đại biện)
13. Nguyễn Phú Bình (2008-2011)
14. Đoàn Xuân Hưng (2012-2015)
15. Nguyễn Quốc Cường (2015-2018)
16. Vũ Hồng Nam (2018-2022)
17. Nguyễn Đức Minh (2022–2023, Đại biện)
18. Phạm Quang Hiệu (2023-nay)

## Đại sứ quán, lãnh sự quán
- Tại VIệt Nam:
- Hà Nội (Đại sứ quán)
- Thành phố Hồ Chí Minh (Lãnh sự quán)
- Đà Nẵng (Lãnh sự quán) [14]

- Tại Nhật Bản:
- Tōkyō (Đại sứ quán)
- Osaka (Lãnh sự quán)
- Fukuoka (Lãnh sự quán)